# Development Bank of Southern Africa
Die Development Bank of Southern Africa (DBSA; deutsch Entwicklungsbank für das südliche Afrika) ist eine südafrikanische Bank, die im südlichen Afrika sozialökonomische Projekte zur Verbesserung der Infrastruktur finanziert. Die Entwicklungs-Bank gibt als Ziel die Verbesserung der Lebensverhältnisse in der Region vor. Ihr Sitz befindet sich in Midrand, das heute zu Johannesburg gehört. Die Bank erhielt ihre aktuellen gesetzlichen Grundlagen mit dem Development Bank of Southern Africa Act, kurz DBSA Act, (Act No. 13 / 1997) sowie dem Public Finance Management Act (Act No. 1 / 1999).
Die Bank wurde am 30. Juni 1983 in Kapstadt als ein finanzpolitisches Instrument der Apartheidpolitik gegründet, um die Beziehungen der Republik Südafrika zu den Bantustaaten Transkei, Ciskei, Bophuthatswana und Venda im Sinne der damaligen politischen Doktrin zu regulieren. Sie ging aus den zu diesem Zeitpunkt noch vorhandenen Strukturen der Corporation for Economic Development Limited (CED) hervor. Das war eine staatliche Wirtschaftsförderungsgesellschaft, die in den vorangegangenen Jahren schrittweise verkleinert wurde. Ihr Geschäftsmodell beruhte ursprünglich auf den kommerziellen Verwertungskonzepten für die Homelands aus dem Ministerium für Minister of Bantu Administration and Development, and Bantu Education.
Ihre erste Filiale für kommerzielle Geschäftsbeziehungen entstand als temporäre Einrichtung am 1. September 1983 in Hatfield. Anfang des Jahres 1984 zog die Bank nach Sandton um und setzte ihre Tätigkeiten in den neuen Geschäftsräumen ab 1. Februar fort. Ihr Vorsitzender und CEO zu dieser Zeit war Simon Brand. Hauptauftraggeber war das südafrikanische Außenministerium, das die Bank als Steuerungsinstrument für die Homelandentwicklung einsetzte. Im Oktober desselben Jahres führte die Bank 234 Projekte mit einem finanziellen Volumen von 1,41 Milliarden Rand. Typische Aktivitäten waren die Kreditvergabe, technische Assistenz für die Projektabwicklung und die Bereitstellung von Garantieprogrammen.
Die DBSA spielt eine große Rolle bei der Finanzierung der Peace Parks im südlichen Afrika, die über die Grenzen von Staaten hinweg geplant und aufgebaut werden sollen.

## Periodika der DBSA
- Annual report / Development Bank of Southern Africa. (seit 1984, englisch)
- Development Southern Africa. Journal of the Development Bank of Southern Africa. (englisch), ISSN 0376-835X (Print), ISSN 1470-3637 (Online)
- Headway: newsletter of the Development Bank of Southern Africa. (bis 1998, englisch)